# 艶歌にっぽん
艶歌にっぽん（えんか-）はKBCラジオが放送している演歌番組。
パーソナリティは倉富顕子（1961年度生）。

## 放送時間

### 現在の放送時間
- 日曜日：21:00～22:00(JST)（2017年4月～）

※ただし、KBCホークスナイターが日曜にも放送される場合で中継終了が21時を超える場合はその分を繰り下げて放送する。また、国政選挙特番放送時は放送を休止する。

### 過去の放送時間
- 日曜日：19:25～19:55(JST)（～2006年9月）
- 日曜日：21:30～21:55(JST)（2006年10月～?）
- 日曜日：21:00～21:55(JST)（～2017年3月）

## 番組内容
毎週、演歌の新曲を流したり、リスナーからのお便りを紹介をする番組。

また毎週、話題の演歌歌手をゲストに迎えてトークするコーナーもある。
特に氷川きよしさんの情報やゲストとしての登場回数は他のラジオ番組の追随を許さないといえる。
そのため「きよ友」と呼ばれるファンたちが全国からハガキを送ってきているようである。
もちろん、演歌の大御所をはじめ、話題の新人もゲストに来ている。
特に福岡出身の演歌歌手は（北山たけし、山内恵介などなど）新曲を出すたびに出演している。
長らくKBCラジオにおける日曜生ワイド終了後から放送終了時刻までに放送される唯一の1時間枠で放送される番組(月1回放送のオールナイトKBCを除く)であったが2022年4月改編から日曜22時からの1時間枠でなにわ男子の初心ラジ!(ニッポン放送制作)が放送されることになったため唯一ではなくなった。しかし、自社制作番組では現在も唯一である。